# Ursula Karusseit
Ursula Karusseit (ur. 2 sierpnia 1939 w Elblągu, zm. 1 lutego 2019 w Berlinie) – niemiecka aktorka teatralna i filmowa.

## Życiorys
Urodziła się w Elblągu w Prusach Wschodnich (obecnie Polska), po wydaleniu z rodzinnego miasta dorastała w Parchimiu i Gerze. Studiowała w Państwowej Szkole Dramatu w Berlinie Wschodnim do 1962 roku. I zadebiutowała w telewizyjnym debiucie „Czego chcesz” w 1963 r. Jej rola w „Klęski i nadzieje” w 1968 r. uczyniła ją znaną także w Niemczech Zachodnich. Od 1986 roku przez trzy lata grała „Matkę Courage” w Kolonii. Karrusseit długo pojawiała się w Volksbühne i stała się jedną z najwybitniejszych aktorek scenicznych w NRD. Ponadto pojawiła się w ponad 50 filmach i licznych produkcjach telewizyjnych. Po zjednoczeniu Niemiec grała przez dwadzieścia lat, aż do śmierci w niemieckim serialu szpitalnym „In aller Freundschaft”, grając Charlotte Gauss, operatorkę szpitalnej stołówki.
Karusseit poślubiła Benno Bessona w 1969 roku i przez swoje małżeństwo posiadała podwójne obywatelstwo – niemieckie i szwajcarskie. Zmarła w Berlinie 1 lutego 2019 roku w wieku 79 lat.

## Filmografia
- 1968: Klęski i nadzieje jako Gertrud Habersaat
- 1971: Czerwona kapela jako Hilde Coppi
- 1973: Eva und Adam jako Helga Lorenz
- 1974: Nagi mężczyzna na stadionie jako Gisi Kemmel
- 1976: Daniel Druskat jako pani Druskat
- 1980: Młyn Lewina jako pani Rosinke
- 1981: Godzina córek jako Ruth
- 1983: Ten drań jako Dorothea Beggerow
- 1986: Die lustigen Weiber von Windsor jako pani Hurtig
- 1998: In aller Freundschaft jako Charlotte Gauss
- 1999: Kształty nocy
- 2002: Dwie miłości jako Elsa Gritzan, babka Christiny
- 2006: Cząstki elementarne jako babcia
- 2008: Stoliczku, nakryj się jako krawcowa
- 2014: Ostatnie miliony jako Rosi